# Aleksy Sobaszek
Aleksy Sobaszek (ur. 17 lipca 1895 w Przygodzicach, zm. 1 sierpnia 1942 w KL Dachau) – polski duchowny katolicki, błogosławiony Kościoła katolickiego.

## Życiorys
Maturę zdał w 1914 w Królewskim Gimnazjum w Ostrowie. Studiował w seminariach i na uczelniach w Monasterze, Freising, Poznaniu i Gnieźnie. Święcenia kapłańskie otrzymał 1919.
Jako wikariusz pracował kolejno w Wągrowcu, w Słupach, Trzemesznie oraz w parafii Świętej Trójcy w Gnieźnie. W Trzemesznie przez rok pełnił funkcje prefekta w gimnazjum i opiekuna internatu dla chłopców. W Gnieźnie przez dziewięć lat był prefektem w seminarium nauczycielskim. W 1931 został skierowany do pracy jako proboszcz w Siedleminie pod Jarocinem. W 1933 został notariuszem dekanalnym w Jarocinie.
Po wybuchu II wojny światowej został aresztowany 6 października 1941 i przewieziony do KL Dachau, zmarł 1 sierpnia następnego roku.

## Beatyfikacja
Beatyfikowany został przez papieża Jana Pawła II w Warszawie 13 czerwca 1999, w grupie 108 błogosławionych męczenników.
Uhonorowany został m.in. portretem w galerii wykładowców i absolwentów w I Liceum Ogólnokształcącym im. Kompałły i Lipskiego (d. Gimnazjum Męskie).
Jego wspomnienie, wraz z pozostałymi męczennikami, obchodzone jest 12 czerwca.